# Claudia Lösch
Claudia Lösch (Vienna, 19 ottobre 1988) è una sciatrice alpina austriaca paralimpica, vincitrice di due medaglie d'oro alle Paralimpiadi invernali del 2010 a Vancouver e di sei medaglie d'oro ai Campionati mondiali.

## Biografia
Nata nel 1988 a Vienna, nel 1994, dopo un incidente d'auto, è rimasta paraplegica. Cresciuta a Neupölla, si è diplomata alla sua scuola di Horn nel 2007, prima di studiare scienze politiche a Innsbruck.
Dal 2006 si è allenata al campo di sci alpino IPC insieme al collega campione austriaco e paralimpico Markus Salcher.
Ha come hobby il tennis, suonare il flauto, partecipare a gare di quiz e la politica.

## Carriera
Lösch ha iniziato a praticare gli sport alpini nel 1996, nelle categorie femminili sedute. 
Alle Paralimpiadi ha vinto un totale di nove medaglie, di cui due d'oro. Infortunata nella stagione 2016-2017, ha vinto successivamente due titoli mondiali in slalom gigante e superG, sconfiggendo la rivale di lunga data Anna Schaffelhuber. Alle Paralimpiadi invernali di Pyeong Chang 2018, l'11 marzo ha vinto la medaglia d'argento nella gara super G seduta femminili con un tempo di 1:35.71. Tre giorni dopo, il 14 marzo, nello slalom gigante ha ottenuto il bronzo con un tempo di 2:29.30.
Lösch ha completato con successo i Campionati mondiali, vincendo un totale di sette medaglie (di cui 6 medaglie d'oro) e ha gareggiato nella Coppa del Mondo in Canada.

## Palmarès

### Paralimpiadi
- 9 medaglie:
  - 2 ori (slalom e supergigante seduta a Vancouver 2010)
  - 4 argenti (super combinata seduta a Vancouver 2010; supergigante seduta a Soči 2014; slalom gigante seduta a Soči 2014; supergigante seduta a Pyeongchang 2018[5])
  - 3 bronzi (discesa libera seduta a Torino 2006; discesa libera seduta a Vancouver 2010; slalom gigante seduta a Pyeongchang 2018[6])

### Mondiali
- 7 medaglie:
  - 6 ori (supergigante, super combinata e slalom gigante seduta a La Molina 2013; discesa libera, slalom speciale e super combinata seduta a Panorama 2015)
  - 1 argento (slalom gigante seduta a Panorama 2015)